# AMX-50
AMX 50 (bản thiết kế chính) hoặc AMX-50 là xe tăng hạng nặng của Pháp được thiết kế ngay sau chiến tranh thế giới thứ hai kết thúc. Nó đã được đề nghị là xe tăng hạng trung, xe tăng hạng nặng và xe tăng chiến đấu chủ lực và kết hợp nhiều tính năng tiên tiến. Tuy nhiên nó đã bị hủy bỏ cuối những năm 1950 do hoàn cảnh kinh tế và chính trị không thuận lợi gây ra sự chậm trễ trong việc phát triển.

## Phát triển

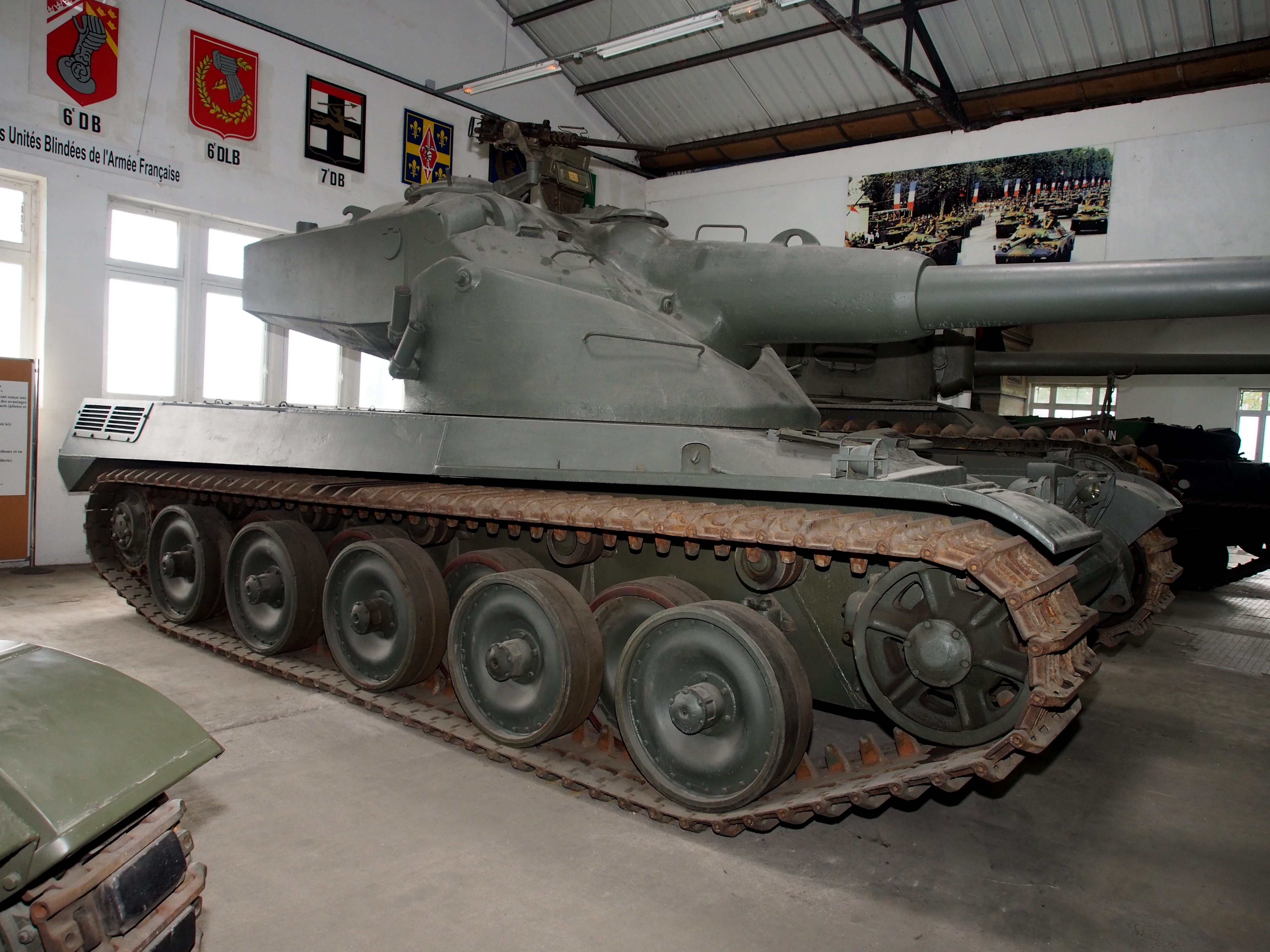
AMX-50 ở bảo tàng Musée des Blindés, Pháp.

### M4
Sau chiến tranh, quân đội Pháp không sở hữu xe tăng hiện đại được trang bị vũ khí hạng nặng. ARL 44 đã được phát triển. Mặc dù được trang bị với một khẩu súng 90 mm mạnh mẽ, nhưng khó có thể được gọi là xe tăng hiện đại vì hệ thống treo của nó đã lỗi thời. Vì vậy tháng 3 năm 1945, ngành công nghiệp Pháp đã được mời để thiết kế một chiếc xe thỏa đáng hơn. Cùng năm đó công ty AMX (Atelier de Construction d'Issy-les-Moulineaux) đã trình bày dự án 141, được gọi là nguyên mẫu M4, được trang bị với pháo Schneider 90 mm.
Bề ngoài, M 4 khá giống với Tiger II của Đức, mặc dù tháp pháo đã được thực hiện phần hàn, nhưng để hạn chế trọng lượng 30 tấn, tỷ trọng xe đã giảm xuông và áo giáp tối đa là 30 mm. Giống như xe tăng Đức sau chiến tranh, M 4 có bánh xe được xếp chồng. Một phần của dự án đã được nghiên cứu nên sử dụng một hệ thống treo thanh xoắn hiện đại hoặc giảm 10 cm chiều cao bằng cách lắp lò xo hình lá hoặc lò xo ống xoắn.
Hai nguyên mẫu của M 4 đã được đặt hàng. Quân dội đã sớm chỉ ra rằng mức độ bảo vệ của lớp giáp 30 mm là không thể chấp nhận được. Vì vậy lớp giáp đã được tăng cường. Để giảm trọng lượng, nó đã được lắp đặt một tháp pháo dao động, được thiết kế bởi FAMH. Tuy nhiên, khi các mẫu thử nghiệm đầu tiên, bây giờ là AMX 50, đã được giao trong năm 1949, nặng 53,7 tấn. Mùa đông năm 1950 thay vì trang bị pháo 90 mm, pháo 100 mm đã được trang bị, được thiết kế bởi Arsenal de Tarbes. Nguyên mẫu thứ hai với một tháp pháo hơi khác, nhưng cũng được trang bị pháo 100 mm, đã sẵn sàng ngay sau đó. Nguyên mẫu này có chiều dài 10,43 mét(cả pháo), rộng 3,40 mét và cao 3,41 mét. Nó được dự định lắp một động cơ 1200 mã lực để đạt được một tốc độ vượt trội so với tất cả các loại phương tiện xe tăng hiện có thời bấy giờ. Động cơ Maybach HL 295 (động cơ chạy bằng xăng được thiết kế lại của Đức vào năm 1945 bắt được tại Friedrichshafen bởi Tổng Kỹ sư Joseph Molinié) và một động cơ chạy bằng diesel Saurer đã được thử nghiệm. Cả hai động cơ đều thất bại trong những yêu cầu đề ra và tốc độ tối đa trong thực tế không cao hơn 51 km/h. Các nguyên mẫu đã được thử nghiệm từ năm 1950 và 1952.
Song song với chiếc xe tăng này, từ năm 1946, Công ty AMX đã thiết kế AMX Chasseur de Char, pháo tự hành chống tăng dựa trên khung gầm của xe tăng M 4 có khối lượng 34 tấn, nhưng được trang bị một tháp pháo hiện đại, kiểu dáng đẹp tròn để lắp pháo 90 mm. Tuy nhiên, không có nguyên mẫu được xây dựng.

### AMX 50 "120 mm"
Một dự án AMX 50 thứ ba đã được bắt đầu vào tháng 8 năm 1951. Mười chiếc đã được xây dựng bởi DEFA (Direction des Études et Fabrications d'Armement, phòng thiết kế vũ khí nhà nước), chiếc đầu tiên được giao vào năm 1953. Nó được trang bị pháo 120 mm để cạnh tranh với các xe tăng hạng nặng của Liên Xô, chẳng hạn như IS-3 và T-10. Để thích ứng với pháo lớn hơn, một tháp pháo khổng lồ đã được trang bị, kế hoạch ban đầu là thiết kế một tháp pháo thông thường, cuối cùng nó đã trang bị một tháp pháo dao động. Lớp giáp đã được tăng cường. Những thay đổi này gây ra sự gia tăng trọng lượng, 59,2 tấn. Từ 1954 đến 1955 loại tăng này đã được sản xuất thậm chí còn nặng hơn, tạo ra phiên bản surblindé ("AMX 50 Uparmoured") với một tháp pháo thấp hơn và thân nghiêng nhọn như IS-3 cao hơn, trọng lượng xe khoảng 64 tấn. Vì điều này gây ra mối lo ngại nghiêm trọng về độ tin cậy mặc dù hệ thống treo đã được được gia cố, từ 1956 đến 1958 trọng lượng được giảm xuống còn 57,8 tấn bằng cách xây dựng một thân xe thấp hơn, tạo ra surbaissé (nghĩa là thấp trong tiếng Pháp) ("AMX 50 Lowered") với một tháp pháo nhẹ hơn nhưng lại cao hơn, Tourelle D (Loại tháp pháo thứ 4). Khi vấn đề với động cơ Maybach ưa thích vẫn còn tồn tại, độn, từ năm 1955 một nhóm thiết kế đặc biệt (Gruppe M) từ Đức hợp tác với các nhà máy AMX để giải quyết vấn đề này. Lạc quan thay, đó là thời điểm dự kiến tốc độ tối đa cuối cùng có thể được tăng lên đến 65 km/h. Cuối cùng trong tổng số chỉ có năm nguyên mẫu AMX 50 sẽ được xây dựng, bao gồm thân xe cuối cùng.
Dựa trên khung gầm của M 4, vào năm 1950 một nguyên mẫu pháo tự hành chống tăng hạng nặng đã được hoàn thành và có thể trang bị pháo 120mm, Canon Automoteur AMX 50 Foch, được đặt theo tên của nguyên soái Ferdinand Foch. Nó được dự định để hỗ trợ từ xa cho AMX hạng trung 50 "100 mm", sau khi được lên kế hoạch để được trang bị một khẩu súng 120 mm, các dự án Foch đã bị hủy bỏ.

### Char Lorraine
Đầu những năm 1950, rõ ràng AMX 50 quá nặng, trọng lượng 53,7 tấn quả là một cú sốc - một dự án xe tăng hạng trung đã được khởi xướng vào năm 1952. Nguyên mẫu được xây dựng bởi các nhà máy Lorraine. Nó cũng có một tháp pháo dao động, với pháo 100 mm SA 47, nhưng khối lượng đã được giảm bớt bằng cách lắp hệ thống treo trọng lượng nhẹ bằng cách sử dụng năm bánh xe chạy trên đường với những chiếc lốp cao su được bơm lên. Tổng trọng lượng sau đó đã giảm xuống còn 39,7 tấn. Chiều dài là 10,80 mét, chiều rộng 3,30 mét và chiều cao 2,85 mét. Tốc độ tối đa là 60 km/h. Kíp chiến đấu gồm bốn người.
Năm 1950, một khẩu pháo tự hành được dựa dự án chiếc xe tăng này được thiết kế bởi Công ty Lorraine, ban đầu dự định được trang bị một pháo 90 mm, Canon d'Assaut Lorraine. Nguyên mẫu của pháo tự hành chống tăng này đã được hoàn thành vào năm 1952, được lắp pháo 100 mm và nặng 25 tấn. Dự án đã được ngưng vào năm 1953.